# Úrsula Corberó
Úrsula Corberó Delgado (Sant Pere de Vilamajor, Barcelona, 11 de agosto de 1989) es una actriz, cantante y modelo española, conocida principalmente por su papel de Ruth Gómez en la serie juvenil Física o química (2008-2011) y Tokio en la serie La casa de papel (2017-2021). Tras el éxito que le repercutió esta última, dio el salto internacional con la serie británica Snatch (2017-2018) y con la película estadounidense Snake Eyes (2021), donde interpretó a la antagonista.

## Biografía
Úrsula Corberó Delgado nació en San Pedro de Vilamajor (Barcelona) el 11 de agosto de 1989. Es hija de Pedro Corberó, carpintero y Esther Delgado, comerciante. Tiene una hermana mayor llamada Mónica.
Empezó a recibir clases de interpretación y nociones de técnica vocal y de canto cuando tenía 12 años, lo que le valió para interpretar la canción El precio de la verdad junto a Cinco de Enero, el grupo que puso la música de Física o química durante la primera temporada, la serie que la catapultó a la fama.
Ha estudiado en el colegio Escuela Pía de Cataluña con el actor Álvaro Cervantes.

## Trayectoria profesional

### Primeros años
En 2001, formó parte de un grupo junto con Lydia Fairén y otros cuatro niños llamado Top Junior. Grabaron varias canciones, pero nunca llegaron a editar un disco por problemas con la casa discográfica, lo que provocó que el grupo se terminara disolviendo en el 2003.
Apareció por primera vez en la pequeña pantalla en el año 2002, en la serie Mirall trencat (TV3), llevando un papel protagonista. Durante los años 2005 y 2006 participó en la serie Ventdelplà, interpretando al personaje de Sara.
En la televisión nacional, sus primeras apariciones fueron en series como El internado (como Manuela) y otros papeles secundarios en Cuenta atrás (en el capítulo del Instituto Bretón, 9:23 horas), en 2007. En el cine comenzó con el rodaje del cortometraje llamado Crónica de una voluntad durante el año 2007.

### 2008-2013: El salto a la fama conFísica o química
La fama le llegó en 2008 con la serie Física o química, donde encarnó a una de las protagonistas principales, Ruth Gómez, una chica rebelde con una historia dura a sus espaldas pero también con un lado romántico y luchador. Su salida de la serie se produjo en 2010, al término de la sexta temporada de la serie y tres años después de que esta hubiese empezado. Ganó tres premios por su interpretación.

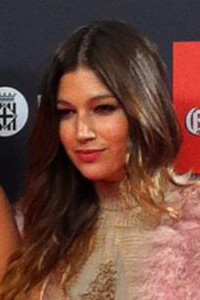
Corberó en 2013.

En 2011 se incorporó al reparto de la serie histórica 14 de abril. La República (spin-off de La señora). En ella, dio vida a Beatriz de la Torre, una chica pura y virginal, enferma de tuberculosis. Reapareció junto a Maxi Iglesias en un mensaje de vídeo en la serie Física o química, con motivo del último capítulo de esta. Ese mismo año protagonizó XP3D, primera película española de terror en 3D, junto a Amaia Salamanca, Luis Fernández y Maxi Iglesias. A pesar de su fuerte promoción publicitaria (estrenos, sesiones de firma, carteles...), la película no logró convencer a la crítica.
En 2012, debutó en el teatro con la obra Perversiones sexuales en Chicago dirigida por David Mamet, con la que estuvo de gira por diversas ciudades españolas como Madrid, Barcelona y Valencia, entre otras. También en 2012 protagoniza la película para televisión Volare dirigido por Joaquín Oristrell y emitido por TV3, en el que compartió elenco con Joel Joan y Marina Gatell, entre otros.
En marzo de 2013 se incorporó a los episodios finales de la tercera temporada de la serie de Televisión Española Gran Reserva, donde interpretaba a Julia Cortázar durante los cinco últimos capítulos de la tercera temporada y los tres primeros de la cuarta. También ese año forma parte del reparto de la TV movie de Telecinco Mario Conde: Los días de gloria y de la película Afterparty de Miguel Larraya. En el cine estrenó ese mismo año la producción hispano-colombiana Crimen con vista al mar, dirigida por Gerardo Herrero, y ¿Quién mató a Bambi?, dirigida por Santi Amodeo. También puso voz a la meteoróloga Sam en la película de animación infantil Lluvia de albóndigas 2. Además, colabora con el grupo juvenil Auryn, siendo la protagonista del videoclip Heartbreaker.

### 2014-2016: Confirmación y comedias
En 2014, es la primera actriz en recibir el premio "Espirito Indomable" por parte del Festival de Sitges por su trayectoria y personalidad luchadora. Este mismo año, recibe el premio "Mujer del Año" de parte de la revista Men's Health. Se incorporó a la tercera temporada de la serie histórica de Televisión Española Isabel, donde interpreta a Margarita de Austria, esposa del único hijo varón de los Reyes Católicos Juan de Aragón (Adrián Lamana). También ese año participó como estrella invitada en un capítulo de la tercera temporada de la serie de comedia Con el culo al aire.
2015 también fue un año lleno de proyectos para la actriz. En el cine actuó en la comedia Perdiendo el norte junto a Yon González y Blanca Suárez. Protagonizó la película Cómo sobrevivir a una despedida, dirigida por Manuela Burló Moreno, junto a Natalia de Molina y Brays Efe. Para su papel de Marta, Úrsula fue nominada en los Neox Fan Awards 2015 en la categoría "La prota de peli". También grabó en Roma la serie La dama velada, una producción de Mediaset entre España e Italia.
Ese mismo año, se incorporó a la nueva comedia de Telecinco Anclados, al lado de Rossy de Palma, con el papel de Natalia. La serie fue cancelada tras el final de su primera temporada aunque tuvo una magnífica audiencia, siendo lo más visto durante su emisión.
Desde abril de 2016 y hasta julio del mismo año apareció en la serie política de Antena 3 La embajada dando vida a Esther, la hija de los embajadores de España en Bangkok, interpretados por Abel Folk y Belén Rueda. La serie no fue renovada para una segunda temporada debido a los datos de audiencia insuficientes para la cadena. En el cine, volvió a ponerse en la piel de Margarita de Austria en La corona partida. Se trata de una película que hace de enlace entre la serie Isabel y Carlos, rey emperador, ambas producciones de Televisión Española.

### La casa de papely el salto a Hollywood (desde 2017)

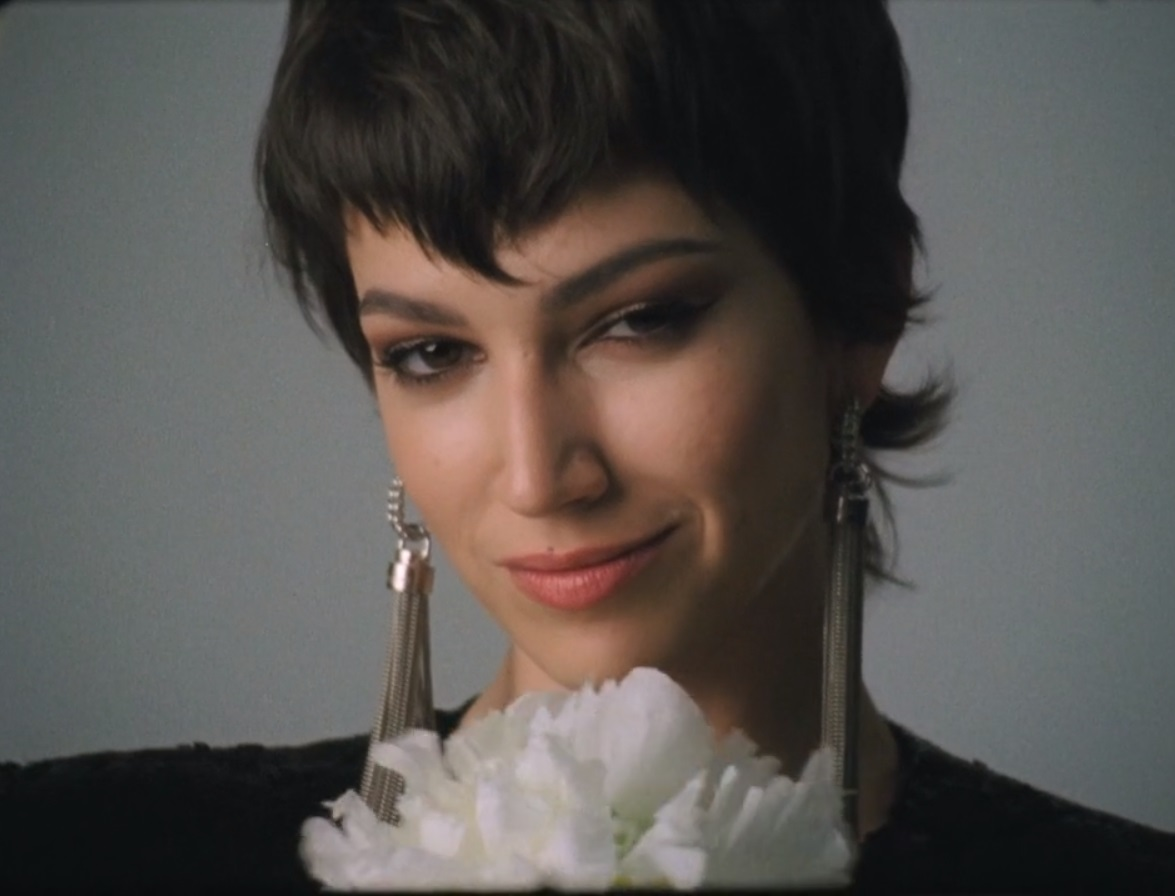
Corberó en 2019.

En 2017, estrenó en Antena 3 la serie La casa de papel en la que interpretaba a Tokio, uno de los roles protagonistas. Gracias a este papel, la actriz ha sido reconocida por la profesión y por el público, algo que ve como «un antes y un después en su carrera». La compra de los derechos de esta serie por Netflix, la convirtió en un éxito mundial. Úrsula recibió, por primera vez, una nominación como "Mejor Actriz Protagonista" en los Premios Feroz. Su interpretación de Tokio también le valió un Premio Iris a "Mejor interpretación femenina".
Ese mismo año, estrenó la película Proyecto Tiempo: la Llave, dirigida por Isabel Coixet, en el Festival de San Sebastián.
En 2018, grabó la segunda temporada de la serie británica-estadounidense de Crackle Snatch, en la que tiene un personaje recurrente, en lo que constituyó su primer papel en inglés. Ese mismo año, protagonizó el drama El árbol de la sangre del director Julio Medem en la que compartió reparto con Álvaro Cervantes, Najwa Nimri y Daniel Grao. La película tuvo su estrenó internacional en 2019 vía Netflix con el título The Tree of Blood. Firmó con la agencia estadounidense WME Agency y en la agencia francesa IMG Models. También en 2018 fue dirigida por Eduardo Casanova en el videoclip Cuando Me Miras del rapero C. Tangana.
En 2020, Úrsula fue nominada en los Premios Platino en la categoría "Mejor Actriz en una mini-serie o tele-serie" por su interpretación de Tokio. Protagonizó el videoclip de «Un día (One day)», en colaboración con los cantantes Dua Lipa, J Balvin y Bad Bunny. El video fue dirigido por Chino Darín en Buenos Aires durante el confinamiento a causa de la pandemia de COVID-19. 

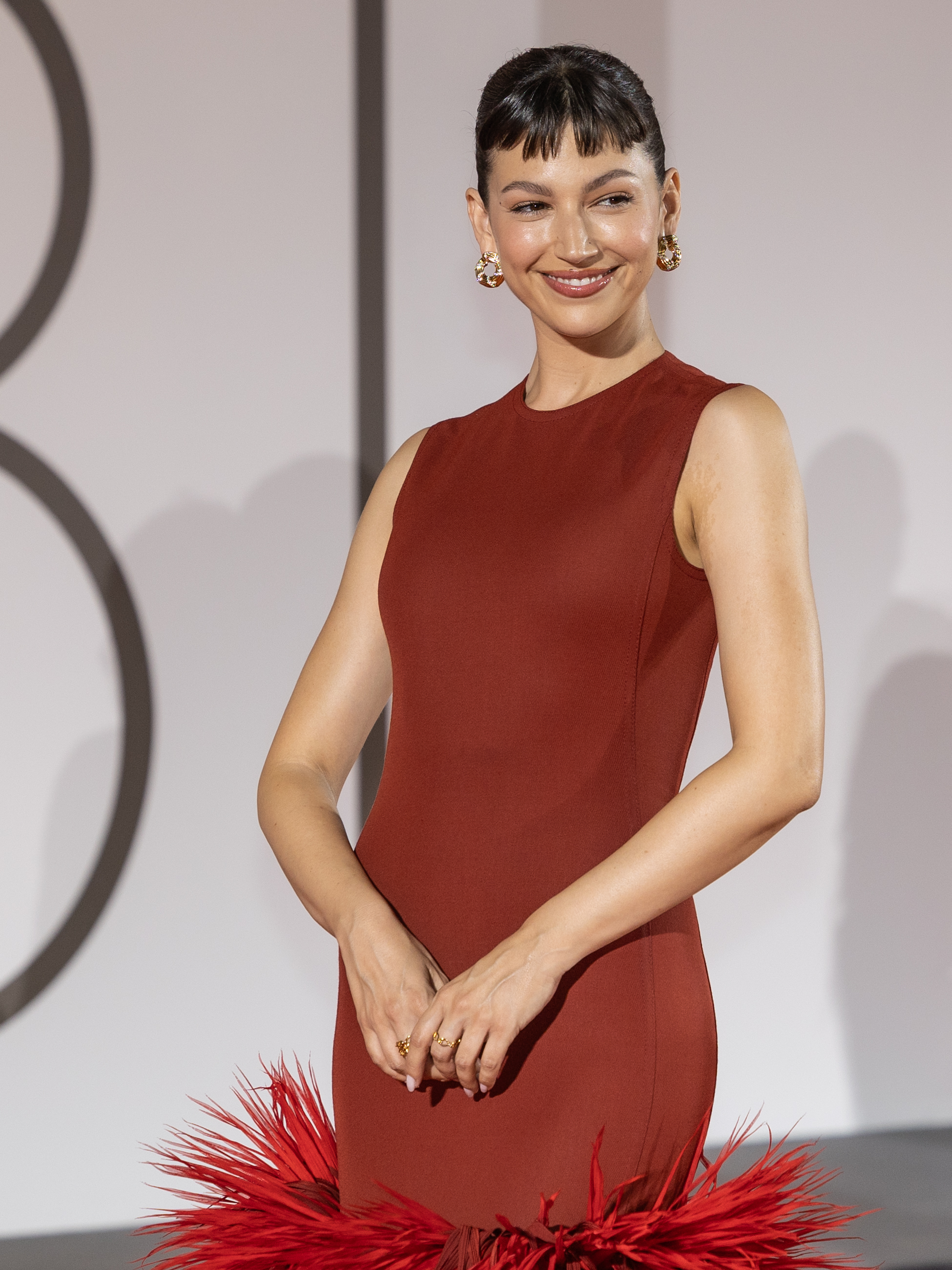
Corberó en 2024.

En 2021, protagonizó la película estadounidense de superhéroes Snake Eyes, dirigida por Robert Schwentke, con los actores Samara Weaving y Henry Golding, donde interpretó a La Baronesa (The Baroness), la principal antagonista. Ese mismo año también estrenó la última temporada de La casa de papel.
En abril de 2022, Corberó se unió al elenco de la película de acción de Netflix, Lift: un robo de primera clase, protagonizada por Gugu Mbatha-Raw, Kevin Hart y Vincent D'Onofrio, entre otros. La película está dirigida por F. Gary Gray, producida por Matt Reeves y se estrenó el 12 de enero de 2024.
En 2023, Corberó protagonizó la miniserie producida por Netflix España, y basada en la historia real del Crimen de la Guardia Urbana, El cuerpo en llamas. Su interpretación de Rosa Peral, aclamada por la profesión y por el público, le valió un Premio Ondas a "Mejor intérprete femenina en ficción" y una nueva nominación como "Mejor actriz protagonista de una serie" en los Premios Feroz.
En 2024 participó en un episodio de la serie Mr. & Mrs. Smith. También estrenó en el Festival Internacional de Cine de Venecia la película de producción mexicana El jockey, la cual protagoniza junto a Nahuel Pérez Biscayart. Tiene, además, pendiente de estreno la serie británica The Day of the Jackal, donde interpreta a Nuria.

## Vida personal
En 2009 mantuvo una relación sentimental con el actor Israel Rodríguez, que duró dos años. Más tarde, en 2011 mantuvo un breve romance de cinco meses con el tenista toledano Feliciano López. En 2013 empezó un noviazgo de tres años con el actor y modelo Andrés Velencoso.
Desde 2016 se encuentra en una relación con el actor argentino Chino Darín, a quien conoció en la serie de televisión La embajada.

### Activismo
Úrsula Corberó es feminista. En 2018 participó en la campaña #AbortoLegalYa a favor de la legalización del aborto en Argentina.
La actriz ha participado en varias campañas de sensibilización sobre el cáncer de mama, junto a las actrices Blanca Suárez y Clara Lago. También se dedica a la sensibilización del cáncer infantil con la Fundación Atresmedia y con la campaña #YoRedondeo.
Desde julio de 2023, Corberó es la primera embajadora global de la ONG Save the Children.

#### Ecología y desarrollo sostenible
En 2017 formó parte del jurado de la cuarta edición del We Art Water Film Festival, un festival internacional de cortometrajes cuyo objetivo es sensibilizar a la gente sobre los problemas relacionados con el agua en el mundo.
En 2020 participó en la campaña #DarleLaVueltaAlSistema de la ONG Greenpeace junto a la primatóloga británica Jane Goodall y varias personalidades españolas como Jon Kortajarena o Elena Anaya.

## Imagen pública
Tras el éxito de La casa de papel, Corberó se ha convertido en la figura española más seguida en la red social Instagram con más de 5 millones de seguidores en mayo de 2018. En abril de 2020, fue superada por la actriz de la serie Élite, Ester Expósito. Mantiene 22 millones de seguidores.
Corberó es considerada un «icono de moda» y es conocida por sus numerosos cambios de corte de pelos. Es una de las "diez actrices españolas más sexys", con Penélope Cruz y Blanca Suárez, según una clasificación de la revista Glamour.

### Comerciales
Corberó ha realizado numerosas campañas publicitarias, tanto para prensa escrita como para televisión. Entre ellas encontramos colaboraciones con firmas como Tampax, Springfield, Maybelline o Calzedonia, entre otras.
Desde 2018 es la cara de la colección Fiorever de la marca de joyas Bulgari. Es la cara de la campaña publicitaria de las tiendas Falabella durante 2019. En 2020, colaboró con el creador francés Simon Porte Jacquemus por su campaña #JacquemusAtHome. Desde 2021 es la cara de la marca de cosméticos japonesa Shiseido. Desde 2023, Corberó es la cara de la casa de moda española de lujo Loewe y de su perfume 'Botanical Rainbow' a los lados de los actores Stéphane Bak y Greta Lee.

## Trayectoria

### Cine
| Año  | Título original                     | Personaje             | Notas                |
| ---- | ----------------------------------- | --------------------- | -------------------- |
| 2007 | Crónica de una voluntad             | Cova                  | Cortometraje         |
| 2011 | Slides                              | Novia                 | Cortometraje         |
| 2011 | XP3D                                | Belén                 |                      |
| 2013 | Afterparty                          | María / Laura         |                      |
| 2013 | Crimen con vista al mar             | Sonia Torres          |                      |
| 2013 | ¿Quién mató a Bambi?                | Paula Larrea          |                      |
| 2013 | Cloudy with a Chance of Meatballs 2 | Samantha «Sam» Sparks | Voz de doblaje       |
| 2015 | Perdiendo el norte                  | Nadia                 |                      |
| 2015 | Cómo sobrevivir a una despedida     | Marta                 |                      |
| 2016 | La corona partida                   | Margarita de Austria  |                      |
| 2016 | The Secret Life of Pets             | Katie                 | Voz de doblaje       |
| 2017 | The Emoji Movie                     | Sonrisas              | Voz de doblaje       |
| 2017 | Proyecto tiempo                     | Alma                  | Segmento: «La llave» |
| 2017 | Muñeca vudú                         | Angie                 | Cortometraje         |
| 2018 | El árbol de la sangre               | Rebeca                |                      |
| 2021 | Snake Eyes                          | Baronesa              |                      |
| 2024 | Lift                                | Camila                |                      |
| 2024 | El jockey                           | Abril                 |                      |

### Televisión
| Año        | Título                          | Personaje                               | Notas                                           |
| ---------- | ------------------------------- | --------------------------------------- | ----------------------------------------------- |
| 2002       | Mirall trencat                  | María (11 años)                         | 3 episodios                                     |
| 2005–2006  | Ventdelplà                      | Sara                                    | 7 episodios                                     |
| 2007       | Cuenta atrás                    | Alumna                                  | Episodio: «Instituto Bretón, 09:23 horas»       |
| 2007       | El internado                    | Manuela Portillo                        | Episodio: «Ver para creer»                      |
| 2008–2011  | Física o química                | Ruth Gómez Quintana                     | Elenco principal; 71 episodios (temporadas 1–6) |
| 2011; 2019 | 14 de abril. La República       | Beatriz de la Torre                     | Elenco principal; 30 episodios                  |
| 2012       | Volare                          | Lila / Malva                            | Película de televisión                          |
| 2013       | Gran Reserva                    | Julia Cortázar / Laura Márquez          | Elenco principal; 8 episodios (temporada 3)     |
| 2013       | Mario Conde, los días de gloria | Paloma Aliende                          | Elenco principal (miniserie)                    |
| 2014       | Con el culo al aire             | Sofía                                   | Episodio: «Pijo rico, pijo pobre»               |
| 2014       | Isabel                          | Margarita de Austria                    | Papel recurrente; 7 episodios (temporada 3)     |
| 2015       | La dama velada                  | Anita                                   | 2 episodios                                     |
| 2015       | Anclados                        | Natalia Guillén de Figueroa y Martorell | Elenco principal; 8 episodios                   |
| 2016       | La embajada                     | Ester Salinas Cernuda                   | Elenco principal; 11 episodios                  |
| 2017       | ¿Qué fue de Jorge Sanz?         | Ella misma                              | Episodio: «Buena racha»                         |
| 2017–2021  | La casa de papel                | Silene Oliveira «Tokio»                 | Elenco principal; 41 episodios                  |
| 2018       | Snatch                          | Inés Santiago                           | Papel recurrente; 9 episodios                   |
| 2019       | Paquita Salas                   | Ella misma                              | Episodio: «B-Fashion»                           |
| 2023       | Star Wars: Visions              | Lola (voz)                              | Episodio: «Sith»                                |
| 2023       | El cuerpo en llamas             | Rosa Peral                              | Protagonista; 8 episodios                       |
| 2024       | Mr. & Mrs. Smith                | Rooney                                  | Episodio: «Double Date»                         |
| 2024       | The Day of the Jackal           | Nuria Calthrop                          | Elenco principal; 10 episodios                  |

### Teatro
- 2012 : Perversiones sexuales en Chicago - Deborah (papel principal).

### Videos musicales
- 2008: Física o Química de Despistaos.
- 2013: Heartbreaker de Auryn.
- 2013: Lo importante (BSO ¿Quién mató a Bambi?) de Pignoise.
- 2015: Mi querida España (BSO Perdiendo el norte) de Kiko Veneno ft. Rozalén.
- 2018: Cuando me miras de C. Tangana (dirigido por Eduardo Casanova).
- 2020: Un día (One Day) de J Balvin, Dua Lipa, Bad Bunny, Tainy (dirigido por Chino Darín).

## Música
Sencillos
- 2000: Ven, ven, vámonos de fiesta de Top Junior.
- 2008: El precio de la verdad de Cinco de Enero.
- 2010: Cuando lloras de Angy Fernández ft. reparto de Física o Química.

## Premios y nominaciones
| Año  | Categoría                  | Trabajo nominado    | Resultado | Ref.   |
| ---- | -------------------------- | ------------------- | --------- | ------ |
| 2024 | Mejor actriz de televisión | El cuerpo en llamas | Ganadora  | [ 80 ] |

| Año  | Categoría                              | Trabajo nominado    | Resultado | Ref.   |
| ---- | -------------------------------------- | ------------------- | --------- | ------ |
| 2024 | Mejor interpretación femenina en serie | El cuerpo en llamas | Nominada  | [ 81 ] |

| Año  | Categoría                              | Trabajo nominado    | Resultado | Ref.   |
| ---- | -------------------------------------- | ------------------- | --------- | ------ |
| 2017 | Mejor actriz protagonista de una serie | La casa de papel    | Nominada  | [ 82 ] |
| 2024 | Mejor actriz protagonista de una serie | El cuerpo en llamas | Nominada  | [ 83 ] |

| Año  | Categoría                     | Trabajo nominado | Resultado | Ref.   |
| ---- | ----------------------------- | ---------------- | --------- | ------ |
| 2018 | Mejor interpretación femenina | La casa de papel | Ganadora  | [ 84 ] |

| Año  | Categoría              | Trabajo nominado | Resultado | Ref.   |
| ---- | ---------------------- | ---------------- | --------- | ------ |
| 2017 | Mejor actriz dramática | La casa de papel | Nominada  | [ 85 ] |

| Año  | Categoría                            | Trabajo nominado    | Resultado | Ref.   |
| ---- | ------------------------------------ | ------------------- | --------- | ------ |
| 2023 | Mejor intérprete femenina en ficción | El cuerpo en llamas | Ganadora  | [ 86 ] |

| Año  | Categoría                                  | Trabajo nominado    | Resultado | Ref.   |
| ---- | ------------------------------------------ | ------------------- | --------- | ------ |
| 2020 | Mejor interpretación femenina en teleserie | La casa de papel    | Nominada  | [ 87 ] |
| 2024 | Mejor interpretación femenina en miniserie | El cuerpo en llamas | Nominada  | [ 88 ] |

| Año  | Categoría                               | Trabajo nominado    | Resultado | Ref.   |
| ---- | --------------------------------------- | ------------------- | --------- | ------ |
| 2022 | Mejor actriz protagonista de televisión | La casa de papel    | Nominada  | [ 89 ] |
| 2024 | Mejor actriz protagonista de televisión | El cuerpo en llamas | Nominada  | [ 90 ] |

### Festivales
| Año  | Categoría                            | Trabajo nominado | Resultado | Ref.   |
| ---- | ------------------------------------ | ---------------- | --------- | ------ |
| 2014 | Premio Bacardí al Espíritu Indomable | Ella misma       | Ganadora  | [ 91 ] |